# هارونا مياكي
هارونا مياكي (باليابانية: 三宅榛名) هي عالمة موسيقى وملحنة وعازفة بيانو يابانية، ولدت في 20 سبتمبر 1942 في طوكيو في اليابان.

## وصلات خارجية
- هارونا مياكي على موقع IMDb (الإنجليزية)
- هارونا مياكي على موقع ميوزك برينز (الإنجليزية)
- هارونا مياكي على موقع ديسكوغز (الإنجليزية)